# هماورد (داستان)
هَمآورد یا آنتاگونیست (برگرفته از واژه یونانی antagonistēs به معنیِ رقیب)، شخصیتی در نمایش است که بیش از همه می‌خواهد قهرمان را از رسیدن به اهداف و آرزوهایش بازدارد.
ساخت و وجود هماورد برای ایجاد، پرداخت و پیش بردن یک داستان از نوع حماسی لازم و ضروری است. هماورد ممکن است وجودش مانعی ذاتی بر سر راه قهرمان اصلی داستان باشد و لزوماً به‌طور عمدی با قهرمان داستان مخالفتی نکند.
شخصیت اصلی نمایش که با هماوردها در بطن کنش و کشمکش قرار دارد قهرمان اصلی نامیده می‌شود. برای نمونه‌ای از ضد قهرمان می‌توان سارومان در ارباب حلقه‌ها یا لرد ولدمورت در هری پاتر یا دیوی جونز در دزدان دریای کارائیب را نام برد.
در اصل مفهوم قهرمان و ضد قهرمان به تراژدی‌های یونان باستان بازمی‌گردد؛ و تراژدی در اصل مختص به شهر آتن و دولتشهر دارد. کسی که طرف دولتشهر دارای یک آگون باشد، قهرمان و کسی که در مقابل ضد قهرمان باشد، ضد قهرمان نام دارد.

## روایت‌شناسی
اصطلاح آنتاگونیست در فارسی به اشتباه با ویلن (به انگلیسی: Villain) در نظر گرفته می‌شود. در علم روایت‌شناسی، واژه آنتاگونیست در برابر پروتاگونیست است و اشاره به شخصیتی (از لحاظ اخلاقی، خوبی یا بدی ملاک نیست) دارد که با پروتاگونیست (به انگلیسی: Protagonist) در تنش (به انگلیسی: Conflict) است و خط روایی داستان معمولاً پروتاگونیست را از دیدگاه اول شخص یا سوم شخص روایی دنبال می‌کند.
در روایت‌شناسی،ضد قهرمان واژه‌ای مخالف قهرمان داستان  است.